# Иванов, Михаил Сергеевич (шашист)
Михаи́л Серге́евич Ивано́в (7 октября 1860, Москва — 17 февраля 1939, Москва) — российский советский шашист. Один из первых мастеров спорта в СССР по всем видам спорта (1924). Бронзовый призёр II Чемпионата СССР (1925). Михаилу Иванову принадлежат несколько открытий в дебюте и окончаниях.
Принял участие в II-м, III-м и IV-м Всероссийских турнирах, заняв в 1895 году 6 место (14 участников), в 1898 — 5 место (12 участников), в 1901 — 4 место (15 участников). Стал известен как единственный москвич, не потерпевший поражения от петербургского шашиста Александра Шошина (8 партий, +2-2=4).
В 1920-1930-х годах жил на Ново-Басманной улице, по соседству с 1-м Басманным переулком, где жил П. А. Слезкин. К ним приходил и Сергей Воронцов.